# Stade Raphaël-Babet
Le stade Raphaël-Babet est le stade principal de la ville de Saint-Joseph, département d'outre-mer français dans l'océan Indien.
Il dispose d'une capacité de 1 200 places dont 400 assises.
Elle est composée principalement de gazon naturel et dispose d'un éclairage.

## Histoire
Le stade était anciennement utilisé pour les activités d’éducation physique et sportive du collège Sang-Dragons, devenu aujourd'hui le collège Achille Grondin. Les élèves d'Achille Grondin y pratiquent toujours certains sports mais le partagent aussi avec l'école du centre devenu, après délocalisation sur l'ancien site du collège, l'école Sang Dragons.
C'est le stade principal du club de l'AS Excelsior, club du championnat de la Réunion de football ainsi que de l'ADS Vincendo

## Équipes résidentes
- AS Excelsior (équipes A et B)
- ADS Vincendo (équipes A et B)